# John Dos Passos
John Roderigo Dos Passos, né le 14 janvier 1896 à Chicago et mort le 28 septembre 1970 à Baltimore, est un écrivain et un peintre américain. Figure iconique de la Génération perdue, Dos Passos est connu pour son œuvre littéraire dans laquelle il commente les événements turbulents du XXe siècle, lui donnant la réputation d'un critique acharné de la politique et du mode de vie américain.
Proche des libertaires pendant  l'affaire Sacco et Vanzetti,, il développe des sympathies communistes dans les années 1920 et 1930, mais change de cap après qu'un de ses meilleurs amis, José Robles, fut exécuté par les staliniens pendant les journées de mai 1937 à Barcelone lors de la guerre civile espagnole.
John Dos Passos utilise les techniques du réalisme et du courant de conscience dans son analyse pessimiste de la société. Il y décrit la vie de quelques personnages de différentes classes sociales, leurs espoirs et leurs désillusions, se rapprochant ainsi d'un certain réalisme socialiste qu'il ne renie pas, avouant une admiration sans faille pour Eisenstein. De là sans doute est venu ce terme de « littérature cinématographique » dont de nombreux critiques ont qualifié ses livres.
Au cours d'une longue carrière faite de succès, Dos Passos écrit quarante-deux romans, des poèmes, des essais, des pièces de théâtre et crée plus de quatre cents œuvres d'art. On retiendra surtout de lui Manhattan Transfer et sa trilogie  U.S.A., écrits dans les années 1920 et 1930, période où il est au faîte de sa gloire littéraire.

## Biographie

### Jeunesse
John Dos Passos naît à Chicago, son père, d'origine portugaise, natif de Madère, était un avocat relativement aisé. En 1907, John est envoyé faire ses études à l'université Choate Rosemary Hall à Wallingford dans le Connecticut. Puis, accompagné d'un tuteur privé, il part six mois faire un tour d'Europe, il visite la France, l'Angleterre, l'Italie, la Grèce et l'Europe centrale afin d'y étudier les grands maîtres de la peinture, de l'architecture et de la littérature.
À partir de 1913, il suit des cours à l'Université de Harvard. Après l'obtention de son diplôme en 1916, il part en Espagne étudier la peinture et l'architecture. La Première Guerre mondiale faisant rage en Europe et les États-Unis ne s'étant pas encore engagés dans la guerre, Dos Passos s'engage en juillet 1917 dans le corps des ambulanciers aux côtés de ses amis E. E. Cummings et Robert Hillyer. Il travaille ensuite comme chauffeur à Paris, puis dans le centre de l'Italie.
À la fin de l'été 1918, il achève les ébauches de son premier roman, One Man's Initiation: 1917. Dans le même temps, il est réquisitionné dans le Corps Médical de l'Armée Américaine, à Camp Crane en Pennsylvanie. Au terme de la Première guerre mondiale, il se trouve à Paris où le Département de l’Éducation Outremer Américain lui offre un poste lui permettant d' étudier l'anthropologie à la Sorbonne. Un des personnages de la trilogie U.S.A. connaît globalement la même carrière militaire et reste à Paris après l'armistice.

### Carrière littéraire

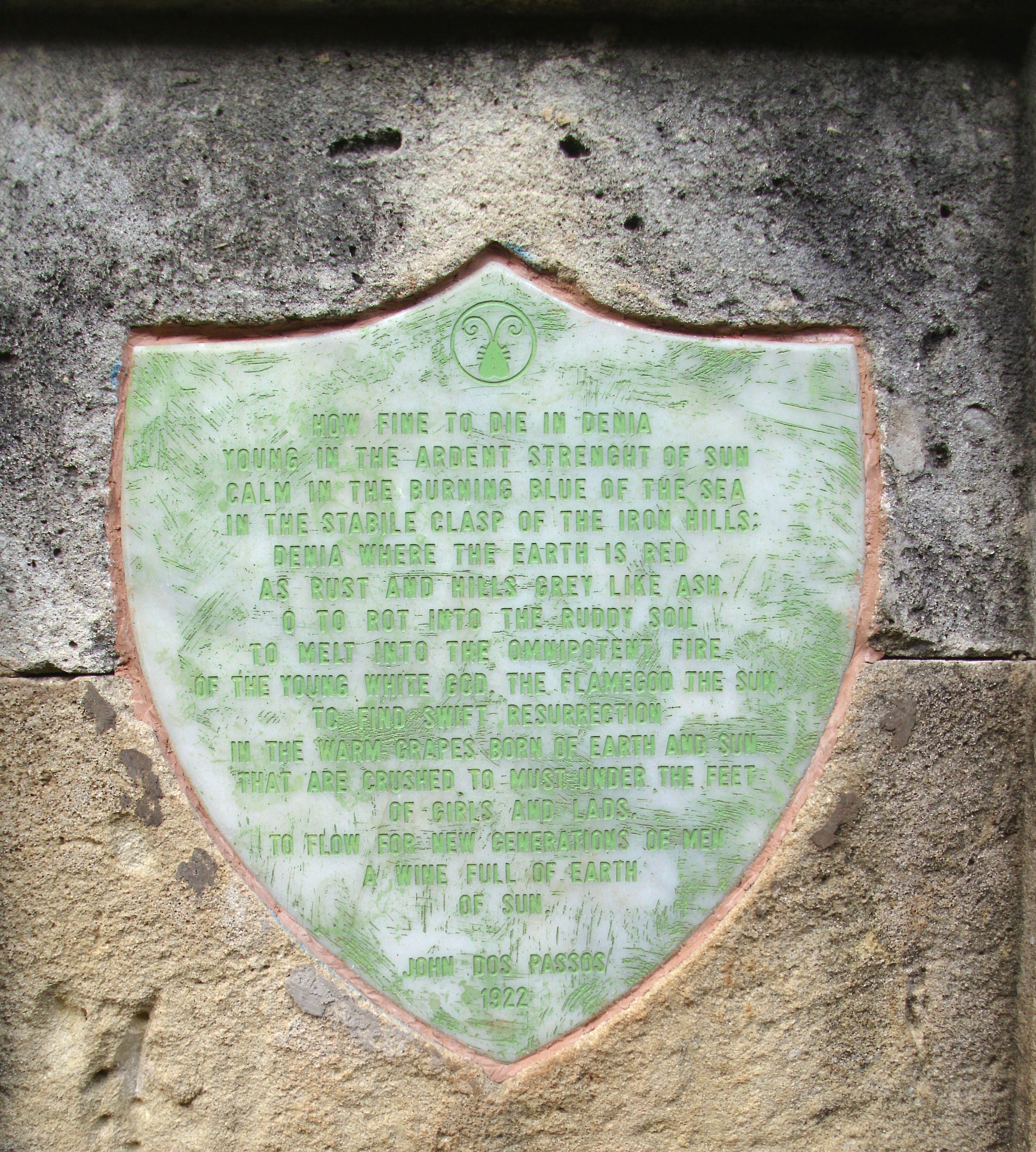
Poésie de John Dos Passos.

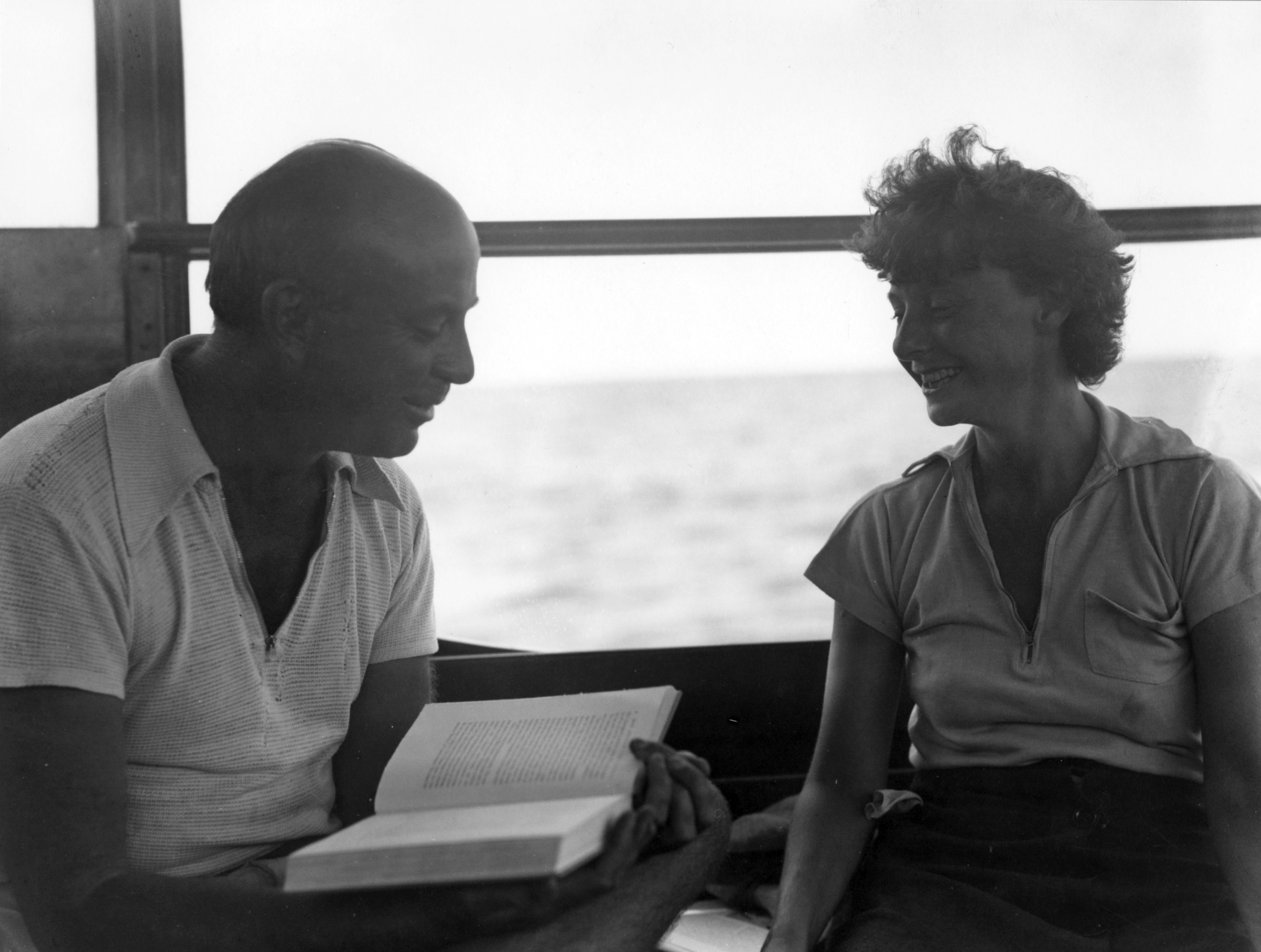
John Dos Passos en 1932, avec Katy, à bord de l'Anita, le bateau de Joe Russell ("Sloppy Joe").

Le premier roman de John Dos Passos, One Man's Initiation: 1917 est publié en 1920, suit Three Soldiers, roman anti belliciste, qui lui apporte une considérable reconnaissance. En 1925, Manhattan Transfer qui décrit la vie à New York dans les premières décennies du XXe siècle est un véritable succès commercial et marque l'entrée de la technique expérimentale du courant de conscience (stream-of-consciousness) dans le style de John Dos Passos.
Dos Passos, en cela révolutionnaire, considère la société américaine comme une entité vivante constituée de deux hémisphères : d'un côté les riches, de l'autre les pauvres, qu'un mur infranchissable sépare. Il a écrit de très belles pages sur la vie des syndicats américains tels que Industrial Workers of the World, sur l'injustice de la condamnation de Sacco et Vanzetti (dont il récuse la légalité). Très vite, il rejoint le camp des intellectuels américains et européens qui militent pour l'abolition de la peine de mort. En 1928, Dos Passos passe plusieurs mois en URSS pour étudier le système socialiste.
Il épouse, en 1929, Katherine Smith, dite Katy, née en 1891 à Saint-Louis du Missouri.
En 1932, il signe un manifeste destiné à soutenir le candidat communiste à l'élection présidentielle américaine William Z. Foster. Il retrouve en 1936, à l'hôtel Florida de Madrid, son ami Ernest Hemingway au moment de la Guerre civile espagnole, mais son opinion à propos du communisme avait déjà changé : il se brouille avec Ernest Hemingway et Herbert Matthews à propos de leur attitude au regard de la guerre et de leur compromission avec la propagande stalinienne.
Son œuvre principale reste la trilogie U.S.A. comprenant Le 42e Parallèle (1930), 1919  (1932) et La Grosse Galette (1936). Son style mélange trois techniques littéraires : pour l'aspect social, des bouts d'articles de journaux succèdent à des chants populaires. L'émotion, elle, est transcrite au moyen de collages de mots et de phrases qui ne font que traduire les pensées du narrateur. C'est la fameuse « chambre noire », qui peut se rapprocher du style de Céline dans la ponctuation, et qui annonce les cut-up de William S. Burroughs. Enfin, Dos Passos introduit dans son œuvre quelques biographies de personnages importants durant la période couverte par la trilogie U.S.A. Autant de procédés qui lui permettent de dépeindre le vaste paysage de la culture américaine des premières décennies du XXe siècle. Bien que chacun de ses romans fonctionne de manière autonome, la trilogie est conçue pour être lue comme un tout. La pensée politique et sociale que John Dos Passos développe dans ses romans est très pessimiste quant à la gestion politique et économique des États-Unis.
À mesure que Dos Passos vieillit, sa vision politique s'oriente plutôt à droite. Au milieu des années 1930, il écrit une série d'articles incendiaires sur le communisme. Alors que le socialisme gagne en popularité en Europe comme seule réponse au fascisme, les romans de Dos Passos reçoivent un succès international mitigé. Toutefois, sa contribution à la littérature internationale est reconnue en 1967 lorsqu'il est invité à Rome pour recevoir le prestigieux Prix Antonio-Feltrinelli. Bien que les admirateurs de Dos Passos aient toujours avancé que ses œuvres tardives ont été ignorées à cause de son changement d'opinion politique, un relatif consensus se fait entre les critiques pour avancer que la qualité de ses romans a commencé à décliner après le triomphe de U.S.A..
Entre 1942 et 1945, Dos Passos travaille comme journaliste, il couvre les évènements de la Seconde Guerre mondiale. En 1947, il est élu à l'Académie américaine des Arts et des Lettres mais un tragique accident de voiture tue Katy, sa femme  depuis dix-huit ans, et lui coûte la perte d'un œil. Il se remarie en 1949 avec Elizabeth Holdridge (1909-1998), avec qui il aura une fille, Lucy Hamlin née en 1950. Il continue d'écrire jusqu'à sa mort à Baltimore en 1970. Sa tombe se trouve au Yeomico Churchyard Cemetery de Cople Parish, dans le comté de Westmoreland, en Virginie, pas très loin de sa dernière demeure.

## Le prix Dos Passos
Le Prix John-Dos-Passos est une récompense littéraire donnée chaque année par le Département de Langue anglaise et de Langues modernes de l'université de Longwood. Le prix cherche à mettre en lumière « des écrivains américains créatifs qui ont produit un corps substantiel de publications dans lesquelles on retrouve certaines des caractéristiques de l'écriture de John Dos Passos : une exploration intense et originale de thématiques spécifiquement américaines, une approche expérimentale de la forme et un intérêt pour une large échelle d'expériences humaines. »

## Œuvre

### Romans
- The Scene of Battle, 1919
- One Man's Initiation: 1917 (1920) Publié en français sous le titre L'Initiation d'un homme, traduit par Marc Freeman, Paris, F. Rieder, coll. « Les Prosateurs étrangers modernes », 1925 (BNF 31064982) ; réédition avec une préface de Georges-Albert Astre, Paris, Gallimard, coll. « Folio » no 2911, 1996  (ISBN 2-07-040112-X)
- Three Soldiers (1921) Publié en français sous le titre Trois soldats, traduit par René-Noël Raimbault, Éditions de Flore, coll. « Les grandes œuvres étrangères », 1948 (BNF 32510457) ; réédition, Paris, Le Club du livre français, coll. « Romans » no 152, 1954 (BNF 41640291) ; réédition, Paris, Écriture, 1993  (ISBN 2-909240-11-8) ; réédition, Bègles, Le Castor astral, coll. « Galaxie » no 13, 2018  (ISBN 979-10-278-0167-1)
- Streets of Night (1923) Publié en français sous le titre Les Rues de la nuit, traduit par Jean-Paul Mourlon, Paris, Écriture, 1994  (ISBN 2-909240-20-7)
- Manhattan Transfer (1925) Publié en français sous le titre Manhattan Transfer, traduit par Maurice-Edgar Coindreau, Paris, Gallimard, 1928 ; réédition, Paris, Gallimard, coll. « Le Live de poche » no 740-741, 1961 (BNF 32985433) ; réédition, Paris, Gallimard, coll. « Folio » no 450, 1973 (BNF 35224782) ; réédition, Paris, Gallimard, coll. « Folio » no 825, 1976 (BNF 34698063) ; réédition dans une nouvelle édition, Paris, Gallimard, coll. « Folio » no 825, 1986 (BNF 2-07-036825-4)
- U.S.A. (1938), trilogie qui comprend :
  - The 42nd Parallel (1930) Publié en français sous le titre 42e parallèle, traduit par Norbert Guterman, Paris, Grasset, coll. « Les Écrits », 1933 (BNF 31064984) ; réédition, Paris, Gallimard, coll. « Du monde entier », 1951 (BNF 32210885) ; réédition, Paris Gallimard, coll. « Folio » no 901-902, 1977 (BNF 3459293) ; réédition, Paris, Gallimard, coll. « Folio » no 1694, 1985  (ISBN 2-07-037694-X) ; réédition dans le volume intitulé U.S.A., Paris, Gallimard, coll. « Quarto », 2002  (ISBN 2-0707-6603-9)
  - Nineteen Nineteen (1932) Publié en français sous le titre 1919, traduit par Maurice Rémon, Paris, Éditions sociales internationales, coll. « Ciment », 1937 (BNF 32510447) ; nouvelle édition dans une nouvelle traduction de Yves Malartic sous le titre L'An premier du siècle, 1919, Paris, Gallimard, coll. « Du monde entier », 1952 (BNF 32510434) ; réédition, Paris, Gallimard, coll. « Folio » no 1208, 1980 (BNF 34640828) ; réédition, Paris, Gallimard, coll. « Folio » no 1208, 1995  (ISBN 2-07-037208-1) ; réédition sous le titre 1919 dans le volume intitulé U.S.A., Paris, Gallimard, coll. « Quarto », 2002  (ISBN 2-0707-6603-9)
  - The Big Money (1936) Publié en français sous le titre La Grosse Galette, traduit par Charles de Richter, Paris, Gallimard, 1946 (BNF 32510442) ; réédition, Paris, LGF, coll. « Le Livre de poche » no 2849-2850, 1971 (BNF 35218899) ; réédition en 2 vol., Paris, Gallimard, coll. « Folio » (no 1176 et 1199, 1980 (BNF 34637650) ; réédition en 1 vol., Paris, Gallimard, coll. « Folio » no 1693, 1985  (ISBN 2-07-037693-1) ; réédition dans le volume intitulé U.S.A., Paris, Gallimard, coll. « Quarto », 2002  (ISBN 2-0707-6603-9)
- District of Columbia (1952), trilogie qui comprend :
  - Adventures of a Young Man (1939) Publié en français sous le titre Aventures d'un jeune homme, traduit par Mathilde Camhi, Paris, Gallimard, coll. « Du monde entier », 1957 (BNF 32510435) ; réédition, Paris, Gallimard, coll. « Folio » no 1808, 1987  (ISBN 2-07-037808-X) ; réédition, Paris, Gallimard, coll. « L'Imaginaire », 2019  (ISBN 978-2-07-285242-8)
  - Number One (1943) Publié en français sous le titre Numéro un, traduit par Jean Collignon, Paris, Gallimard, coll. « Du monde entier », 1954 (BNF 32510449)
  - The Grand Design (1949) Publié en français sous le titre Le Grand Dessein, traduit par Jean Rosenthal, Paris, Gallimard, coll. « Du monde entier », 1959 (BNF 32985431) ; réédition, Paris, Gallimard, coll. « Du monde entier », 1979  (ISBN 2-07-021964-X)
- Chosen Country (1951) Publié en français sous le titre Terre élue, traduit par Yves Malartic, Paris, Club français du livre, coll. « Romans » no 213, 1957 (BNF 32510437)
- Most Likely to Succeed (1954) Publié en français sous le titre Les Trois Femmes de Jed Morris, traduit par Hélène Claireau, Paris, Amiot-Dumont, coll. « La Fleur des romans étrangers », 1955 (BNF 32510459)
- The Great Days (1958) Publié en français sous le titre La Grande Époque, traduit par Jean Rosenthal, Paris, Gallimard, coll. « Du monde entier », 1963 (BNF 32985432) ; réédition, Paris, Gallimard, coll. « L'Imaginaire » no 555, 2007  (ISBN 978-2-07-078639-8)
- Midcentury (1961) Publié en français sous le titre Milieu de siècle, traduit par Yves Malartic et Jean Rosenthal, Paris, Gallimard, coll. « Du monde entier », 1971 (BNF 35424351) ; réédition, Paris, Gallimard, coll. « L'Imaginaire » no 231, 1990  (ISBN 2-07-071887-5)
- Century's Ebb: The Thirteenth Chronicle (1970), roman inachevé

### Poésie
- A Pushcart at the Curb (1922) Publié en français sous le titre Une charrette sur le bord du trottoir, traduit par Michèle Plaa, préface de Jean-Baptiste Malet, Toulon, Éditions de la Nerthe, coll. « La petite classique », 2015  (ISBN 978-2-916862-73-6)

### Essais
- Rosinante to the Road Again (1922) Publié en français sous le titre Rossinante reprend la route, traduit par Marie-France Girod, Paris, Grasset, 2005  (ISBN 2-246-65881-0) ;  réédition, Paris, Grasset, coll. « Les cahiers rouges », 2015  (ISBN 978-2-246-85955-0)
- Facing the Chair (1927) Publié en français sous le titre Devant la chaise électrique, traduit par Alice Béja, Paris, Gallimard, coll. « Arcades » no 94, 2009  (ISBN 978-2-07-012111-3)
- State of the Nation (1944) Publié en français sous le titre Bilan d'une nation, traduit par Jean Castet, Paris, Éditions du Pavois, coll. « Bibliothèque internationale », 1946 (BNF 32510453) ; réédition, Paris/Monaco, Éditions du Rocher, coll. « Alphée », 1995  (ISBN 2-268-02032-0)
- The Theme Is Freedom (1956)

### Mémoires
- The Best Times: An Informal Memoir (1966) Publié en français sous le titre La Belle Vie, traduit par Maurice-Edgar Coindreau et Claude Richard, Paris, Mercure de France, 1968 ; réédition avec une préface de François Weyergans, Paris, Gallimard, coll. « L'Imaginaire » no 456, 2002  (ISBN 978-2-07-076389-4)

### Autres publications
- Orient Express (1927) Publié en français sous le titre Orient Express, traduit par Marie-Claude Peugeot, Paris/Monaco, Éditions du Rocher, coll. « Alphée » 1991  (ISBN 2-268-01093-7)
- Who killed Carlo Tresca ?, forewords by Arturo Giovanniti, John Dos Passos, New York, Tresca memorial committee, c. 1945, 28 p.
- Tour of Duty (1946) Publié en français sous le titre Service commandé, traduit par Yves Malartic, Paris, La Jeune Parque,coll. « Fenêtres sur le monde » no 12, 1947 (BNF 32510455) ; réédition, Paris/Monaco, Éditions du Rocher, coll. « Rocher littérature », 1992 (BNF 2-268-01417-7) ; réédition, Monaco, Éditions du Rocher, coll. « Littérature », 1993  (ISBN 2-268-01417-7)
- The Ground We Stand On (1949)
- The Head and Heart of Thomas Jefferson (1954), biographie
- The Men Who Made the Nation (1957)
- Prospects of a Golden Age (1959), biographie
- Mr. Wilson's War (1962)
- Brazil on the Move (1963)

- The Shackles of Power (1966)
- The Portugal Story (1969)
- Easter Island: Island of Enigmas (1970)
- Lettres à Germaine Lucas-Championnière (édition de Mathieu Gousse), Paris, Gallimard, coll. « Arcades » (no 89), 2007, 275 p. (ISBN 978-2-07-078414-1)